# Іриновка (селище при станції)
Іриновка (рос. Ириновка) — селище залізничної станції у Всеволожському районі Ленінградської області Російської Федерації.
Населення становить 673 особи. Належить до муніципального утворення Рах'їнське міське поселення.

## Історія
Від 1 серпня 1927 року належить до Ленінградської області.

## Населення
| 2007 | 2010 | 2017 |
| ---- | ---- | ---- |
| 465  | ↘387 | ↗673 |